# Хасти
Хасти (санскр. हस्ति, IAST. Hasti) — согласно эпосу Махабхарата и индийской мифологии — имя царя из лунной династии, он сын Сухотры и Суварны. Сухотра — сын Врехадкешатры. Однако Шримад Бхагаватам сообщает, что он сын Врехадкешатры. Хасти известен своей армией слонов. Он изменил название своей столицы с Нагапура на Хастинапур. Поэтому его иногда называют основателем Хастинапура. Махабхарата утверждает, что Хасти женился на Яшодаре, дочери царя государства Тригарта. У него есть сын по имени Викунтана. У Викунтаны были сыновья Аджамида, Двимида и Пурумида. Шримад Бхагаватам утверждает то же самое. 